# Gnarly
Gnarly è un singolo del gruppo femminile Katseye, pubblicata il 30 aprile 2025, tramite Hybe UMG e Geffen Records, come primo estratto dal secondo EP Beautiful Chaos.
Descritta come una canzone hyperpop, Gnarly è stata scritta da Alice Longyu Gao, Tim Randolph, Kyle Buckley, Jacob Kasher Hindlin e Madison Love, con la produzione di Buckley, "Hitman" Bang e Slow Rabbit.
Nonostante la risposta iniziale discordante dei fan, la canzone ha fatto guadagnare al gruppo il suo primo ingresso nella Billboard Hot 100 e nella Official Singles Chart.

## Contesto e rilascio
Nel marzo 2025, le Katseye sono stati aggiunti alle formazioni dei festival Lollapalooza e Wango Tango del 2025. Il 23 aprile, Hybe X Geffen hanno annunciato che il gruppo avrebbe pubblicato il loro primo singolo digitale, intitolato Gnarly. Un teaser è stato rilasciato il 29 aprile. La canzone e il relativo video musicale sono stati pubblicati il 30 aprile.

## Composizione e testi
Gnarly è stata scritta da Alice Longyu Gao, Tim Randolph, Kyle Buckley, Jacob Kasher Hindlin e Madison Love, prodotts da Buckley, "Hitman" Bang e Slow Rabbit. La canzone è stata descritta come una traccia pop e hyperpop sperimentale caratterizzata da "tremanti 808, sintetizzatori rave grintosi e un atteggiamento aggressivo". Il brano è stato scritto in Do minore con un tempo di 135 battiti al minuto.
Una prima demo di Gnarly, eseguita dalla cantautrice Alice Longyu Gao, una pioniera del genere hyperpop, è stata condivisa pubblicamente per la prima volta da Andrew Taggart su TikTok nell'aprile 2023. La Gao ha dichiarato che l'ispirazione per la canzone è nata dalle sue esperienze "strane" con il tè boba e il pollo fritto, tra gli altri interessi. L'uso massiccio di "gnarly" nella canzone deriva dal fatto che Gao non era madrelingua inglese e che era "sempre alla ricerca di nuovi vocaboli da ampliare". Dopo aver sentito la parola per la prima volta, Gao ha ammesso che inizialmente non ne conosceva il significato, ma era "divertita e sorpresa dall'uso eccessivo di questa parola da parte di alcuni amici".
Dal punto di vista del testo, la canzone gravita attorno alla parola "gnarly", che è definita dalla sua capacità di esprimere "significati e connotazioni diversi a seconda del contesto culturale o di vita in cui ci si trova", come indicato nella frase di apertura del brano: "Potrebbero descrivere tutto con una sola parola". Spiegando il significato del termine, Manon, membro dei Katseye, ha affermato: "'Gnarly' può essere una cosa buona o una cosa cattiva nella nostra mente. È in un certo senso soggetto a interpretazione".

## Accoglienza
Gnarly ha ricevuto risposte polarizzanti, descritto come una "svolta netta" rispetto alle precedenti uscite delle Katseye. In un'intervista con The Fader, Lara ha descritto Gnarly come un brano non strutturato e ha riconosciuto che si trattava di un cambiamento di suono dopo Touch. Tetris Kelly ha recensito la canzone per Music You Should Know per Billboard , descrivendola come "se la capisci, la capisci".
Rhian Daly per NME ha aggiunto Gnarly alla lista delle canzoni dell'estate della rivista.

## Esibizioni dal vivo
Le Katseye hanno eseguito per la prima volta Gnarly nella trasmissione del 1° maggio di M Countdown, per poi esibirsi al Music Bank il 2 maggio, Show! Music Core il 3 maggio, e Inkigayo il 4 maggio. Durante la promozione in Corea del Sud, il gruppo ha anche eseguito Gnarly allo Studio Choom.
La prima esibizione in terra nordamericana della canzone è avvenuta durante il loro set al Wango Tango 2025. Il 21 giugno si sono esibite con Gnarly ai Kids' Choice Awards del 2025.

## Crediti
Crediti da Melon.
Posizione
- Mixato presso MixStar Studios, Virginia Beach, VA
- Masterizzato presso Sterling Sound

Crediti e personale
- Katseye – voci
- Tim Randolph – autore, produttore, basso, sintetizzatore per chitarra, produttore vocale
- Pink Slip – autore, produttore, programmazione della batteria, tastiere, produttore vocale
- Alice Longyu Gao – autore, cori
- Jacob Kasher Hindlin – scrittore
- Madison Love – autore, cori
- "Hitman" Bang – produttore
- Slow Rabbit – produttore
- Bart Schoudel – produttore vocale, registrazione
- Alex Ghenea – mixaggio
- Chris Gehringer – mastering

## Classifiche
| Paese (2025)  | Posizione massima |
| ------------- | ----------------- |
| Australia     | 97                |
| Canada        | 69                |
| Corea del Sud | 104               |
| Filippine     | 23                |
| Grecia (Int)  | 86                |
| Irlanda       | 92                |
| Malaysia      | 18                |
| Portogallo    | 160               |
| Regno Unito   | 52                |
| Singapore     | 7                 |
| Stati Uniti   | 90                |

## Date di pubblicazione
| Data           | Formato                      | Versione                               | Etichetta        | Note   |
| -------------- | ---------------------------- | -------------------------------------- | ---------------- | ------ |
| 30 aprile 2025 | Download digitale, streaming | Explicit                               | Hybe UMG, Geffen | [ 7 ]  |
| 30 aprile 2025 | Download digitale, streaming | Clean                                  | Hybe UMG, Geffen | [ 7 ]  |
| 5 giugno 2025  | Download digitale, streaming | Ice Spice Remix                        | Hybe UMG, Geffen | [ 32 ] |
| 5 giugno 2025  | Download digitale, streaming | Lara x Lancey Foux x Slush Puppy Remix | Hybe UMG, Geffen | [ 33 ] |